# Antoni Jorques Mas
Antoni Jorques Mas (8 de desembre de 1947, Almassora), més conegut com a Antoniet, va ser és un jugador professional de pilota valenciana, en la modalitat d'Escala i corda, en què ocupava la posició de "rest".
Va debutar als 17 anys al trinquet del seu poble, i es va mantindre 30 anys com a professional fins que es va retirar. D'ençà és mestre de les escoles dels clubs d'Almassora i d'Atzeneta.
Va guanyar el Campionat Nacional d'Escala i Corda en 1973, amb Gat I de mitger i amb Carbonerer II com a punter. Este campionat el va consagrar com un dels millors escalaters de la dècada, ja que als seus 25 anys, era ben conegut als trinquets de La Plana, però relativament desconegut als de la resta del País Valencià. Fou Campió Nacional d'Escala i corda el 1973